# Sofía Álvez
Sofía Álvez (Montevideo, 20 de febrero de 1994) es una cantautora, compositora y productora musical uruguaya.

## Biografía
Sofía Álvez nació en 1994 en el barrio de Piedras Blancas de Montevideo, capital de Uruguay. Aprendió a tocar la guitarra y la batería de forma autodidacta. Inició su carrera musical tras grabar unos coros en la Usina Cultural de Casavalle junto a una banda de candombe, con quienes luego formó el grupo Guyunusa.
Su estilo musical combina la canción popular uruguaya, la bossa nova, el rock y el trap.
Fue música callejera, tocó sus canciones en el transporte público de Montevideo. También fue parte de la banda Niña Chicle.
En 2022 obtuvo el primer premio en la categoría Música del festival Movida Joven.
En febrero de 2023 publicó su cuarto álbum de estudio, Febrero. El disco consta de nueve canciones en las que colaboran Berta Pereira, Mocchi y Camila Ferrari. Presentó su trabajo en la Sala Zitarrosa.
Ha registrado más de 155 000 oyentes mensuales en Spotify, y su sencillo «Rompí», canción del disco Ventilar, ha obtenido más de millón y medio de reproducciones. La revista Indie Hoy seleccionó la canción «Carlos María Ramírez 361» como una de las 100 mejores canciones uruguayas de la década de 2010.
El 25 de mayo de 2023 participó del festival de arte lésbico "Insumisxs" en su segunda edición.

### Vida personal
Álvez es abiertamente lesbiana.

## Discografía
- Ardor auricular (2018)
- Ventilar(2018)
- Piel es (2019)
- Danza (2020)
- uap (2020)
- Clausurado (2020)
- La forma del lodo (2020)
- canciones de tapa blanca y negra(2021)
- otoño denso (2022)
- lujo calma y voluptuosidad 2022
- Febrero (2023)